# Anders Wested
Anders Wested (født 1955 på Frederiksberg, død 25. august 2024) var en dansk græsrod og iværksætter. Han var grundlægger af Aalborg Netavis, var med i initiativgruppen til aktivitetshuset 1000fryd, og grundlagde senere kulturkalenderen By-Info for Aalborg og omegn samt det webbaserede mødested 5iByen.dk. I juli 2010 lancerede han software-servicen www.arbejdstider.dk.